# Tom Brislin
Tom Brislin (ur. 5 października 1973 w Dunellen w New Jersey) – amerykański pianista, keyboardzista, piosenkarz i kompozytor.
Tom Brislin współpracował m.in. z: saksofonistą jazzowym Michaelem Breckerem, popowym piosenkarzem i kompozytorem Glenem Burtnikiem, Meat Loafem (Tom Brislin jako pianista wystąpił w programie "VH1: Storytellers" oraz na wydanych później płytach CD i DVD będących zapisem tego programu, a także podczas trasy koncertowej), z zespołem Yes grającym progresywnego rocka (jako keyboardzista na DVD "Symphonic Live") oraz z zespołami Camel i The Syn, a także z Debbie Harry będącą gwiazdą New vave.
Obecnie jest szefem grupy rockowej Spiraling.
Tom Brislin ma swój udział w tworzeniu magazynów o keyboardach, pisząc m.in. artykuły instruktażowe, opisy sprzętów, recenzje muzyczne.